# Beuda
Beuda is een gemeente in de Spaanse provincie Girona in de regio Catalonië met een oppervlakte van 36 km². Beuda telt 199 inwoners (1 januari 2016).

## Demografische ontwikkeling
Bron: INE, 1857-2011: volkstellingen
Opm.: In 1857 werden de gemeenten Lligordá, Palera en Sagaró aangehecht